# (400389) 2007 YJ74
(400389) 2007 YJ74 es un asteroide perteneciente al cinturón de asteroides descubierto el 31 de diciembre de 2007 por el equipo del Mount Lemmon Survey desde el Observatorio del Monte Lemmon, Arizona, Estados Unidos.

## Designación y nombre
Designado provisionalmente como 2007 YJ74.

## Características orbitales
2007 YJ74 está situado a una distancia media del Sol de 2,652 ua, pudiendo alejarse hasta 3,217 ua y acercarse hasta 2,088 ua. Su excentricidad es 0,212 y la inclinación orbital 14,66 grados. Emplea 1578,09 días en completar una órbita alrededor del Sol.

## Características físicas
La magnitud absoluta de 2007 YJ74 es 16,7. 